# Кракелюр

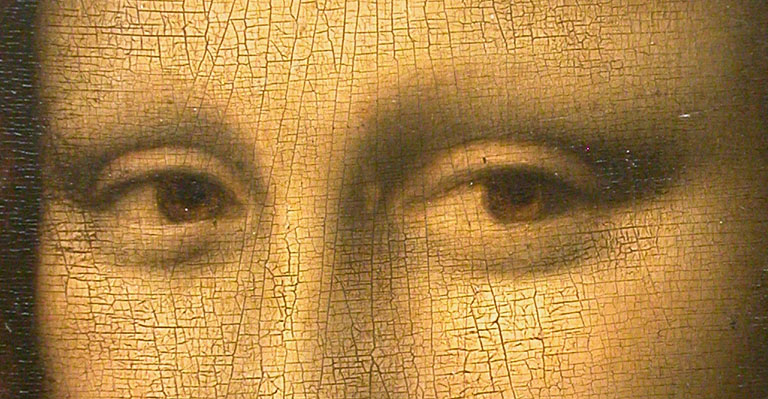
Кракелюр на портреті Джоконди

Кракелю́р, кракле або шпарина (фр. craquelure, від craquelé — «потрісканий», «порепаний»; італ. crettatura) — тріщинки, що з часом утворюються на витворах мистецтва, переважно в олійному живописі, а також на кераміці. Окрім випадків старіння творів мистецтва, можливе також свідоме нанесення кракелюру з естетичною метою. Зазвичай під час реставрації кракелюр на картині залишають, втручання реставратора потрібне лише у випадку лущення і обсипання часток фарби.
Штучний кракелюр можна створити за допомогою спеціального кракелюрного лаку, що в процесі засихання утворює дрібні тріщинки. При виробництві кераміки кракелюр утворюється через різні коефіцієнти розширення матеріалів вже під час випалу.

## Утворення
Під час висихання шар фарби зменшує свій об'єм, оскільки леткі розчинники випаровуються. Внаслідок неоднорідності складу фарби, її висиханню та нерівномірному вбиранню основою, виникає розтягуюча напруга. Через неї в перші декілька днів виникають тріщини у верхніх шарах фарби. Довготривалі впливи, так, як деформація основи, хімічні процеси в фарбі, зумовлюють менш передбачуване розтріскування. Загалом фарба з часом стає більш крихкою, що робить її нездатною витримувати навантаження, спричинені факторами навколишнього середовища.
Властивості фарби, її товщина, вологість, температура та вік впливають на візерунок кракелюру, його густоту, кут перетину тріщин. Тріщини з часом заповнюються пилом і стають видимими навіть при перпендикулярному падінні променів світла.
Кракелюр іноді дає змогу встановити справжність картини та з'ясувати обставини її створення, оскільки картини, намальовані однаковими фарбами, в один час тріскаються схожим чином. Кракелюр майже неможливо підробити. Хоча існують способи імітації кракелюру, вони зазвичай досягають однорідних на вигляд тріщин, тоді як справжній кракелюр має тріщини з нерегулярним візерунком. Підробники картин старих майстрів використовували техніку індукованого кракелюру, що потребує формальдегіду та спеціального процесу запікання для створення тріщин на щойно пофарбованій поверхні.

## У кераміці
На глазурі, якою покривають кераміку, кракелюр виникає після випалу. Головним чином це спричиняється швидким охолодженням. Навмисний кракелюр використовувався як декоративний ефект і має довгу історію в корейській і китайській порцеляні. Сучасна індустрія декору використовує техніку форсованого кракелюру для імітації давності предметів.

## Галерея

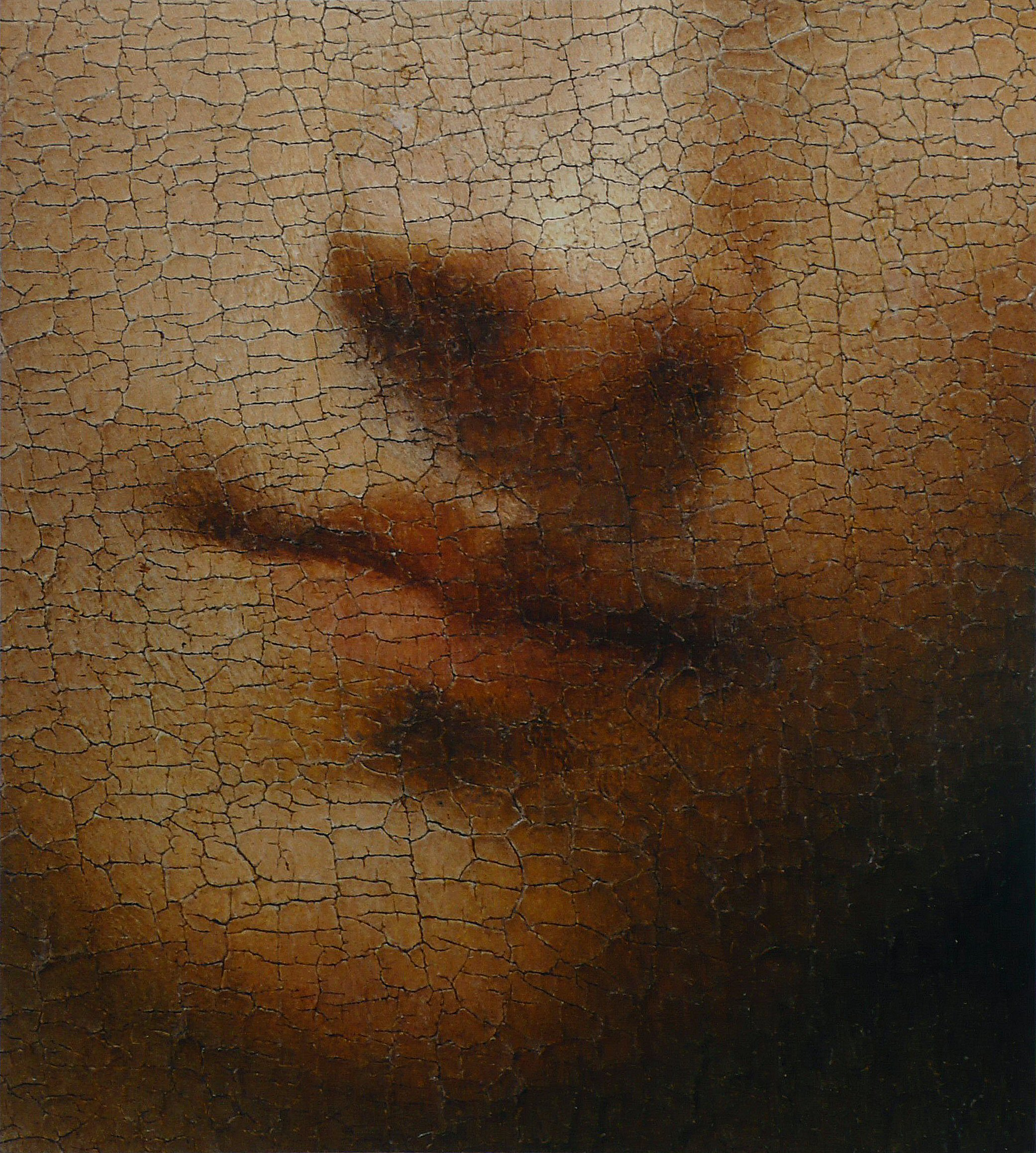
Кракелюр на картині «Хлопчик зі стрілою» Джорджоне, близько 1500 р.
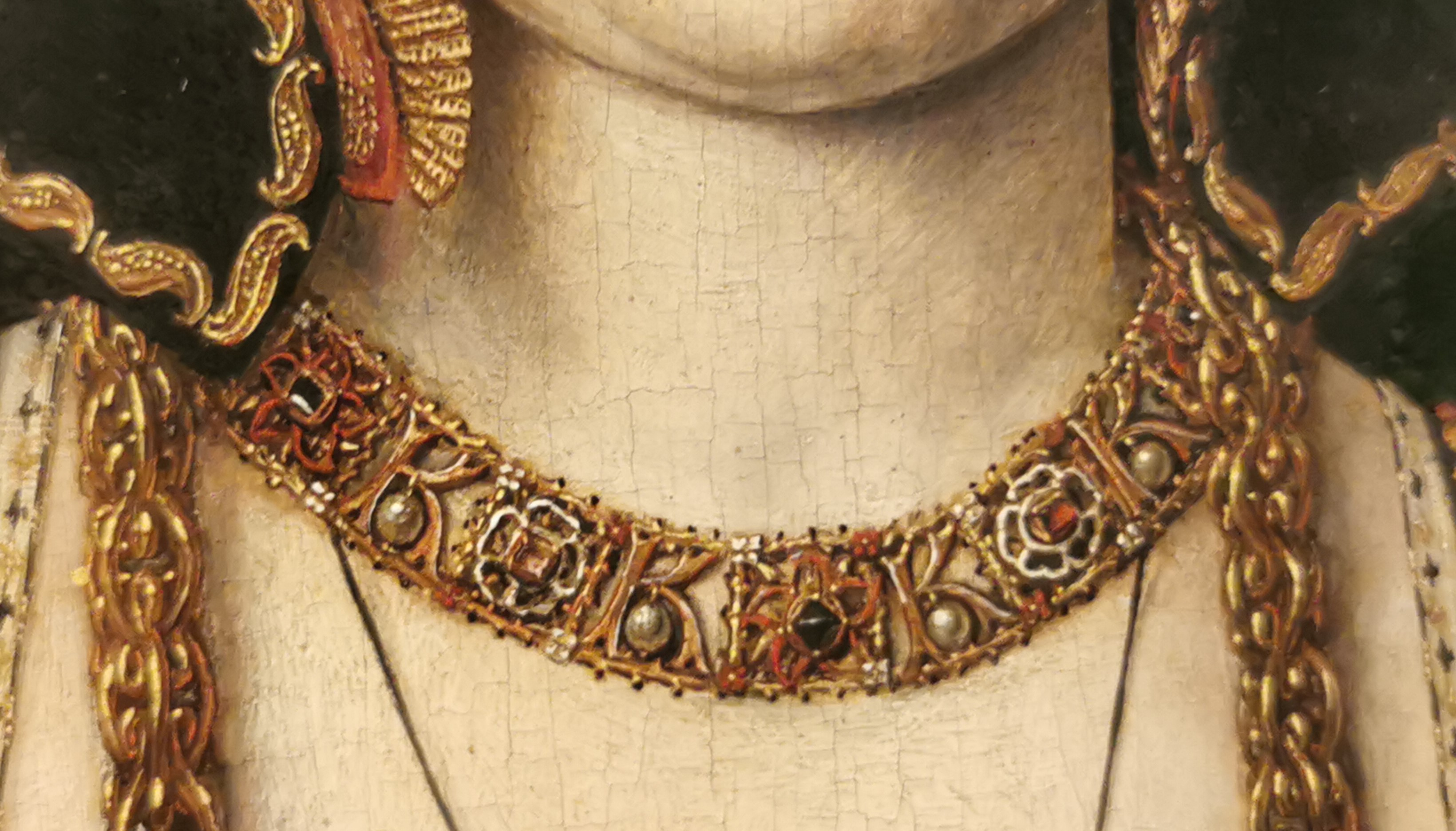
Кракелюр на фрагменті портрета Марії Тюдор Міхеля Зіттова, близько 1514 р.
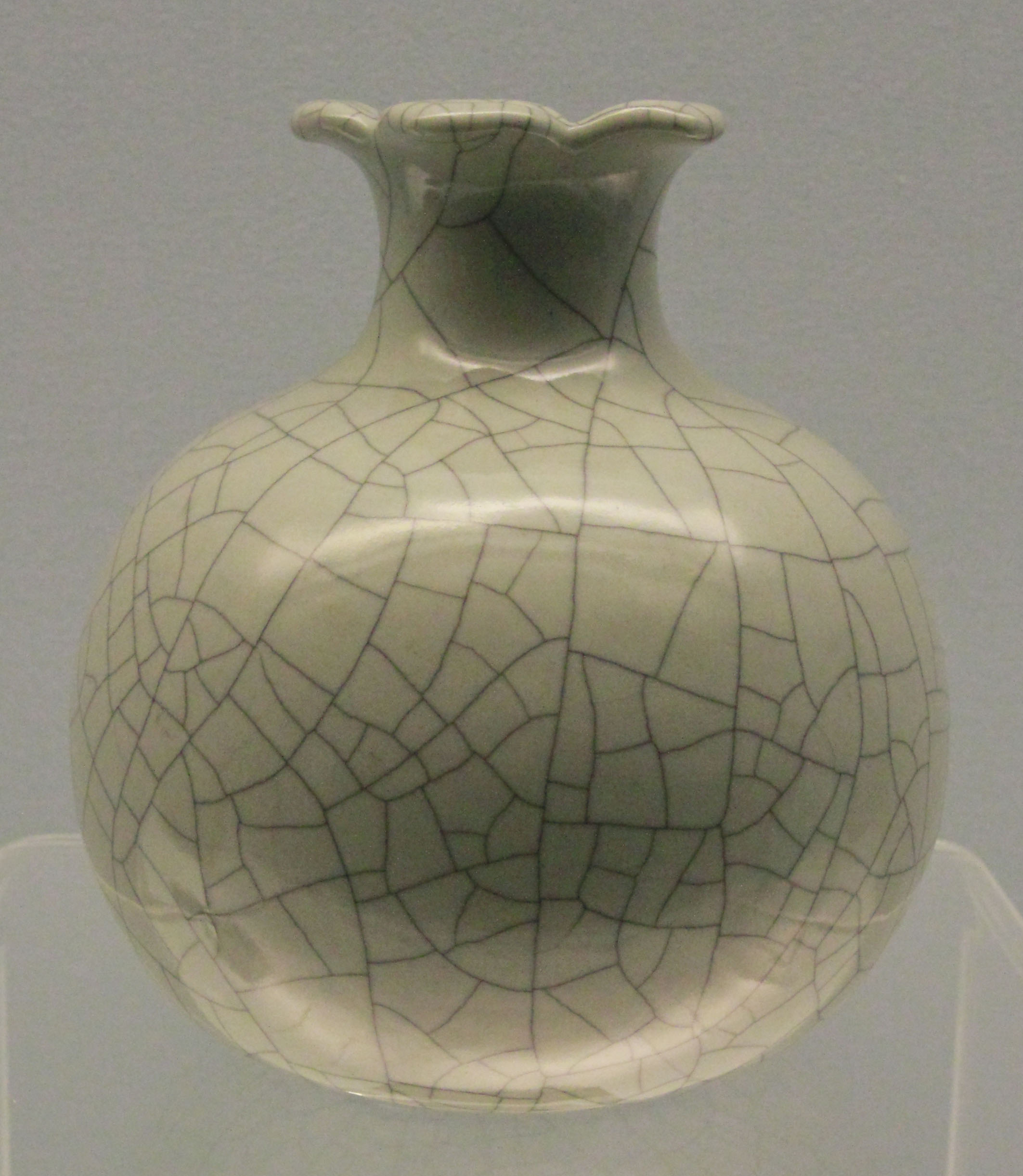
На цзіндечженьській вазі, 1723—1735 роки.
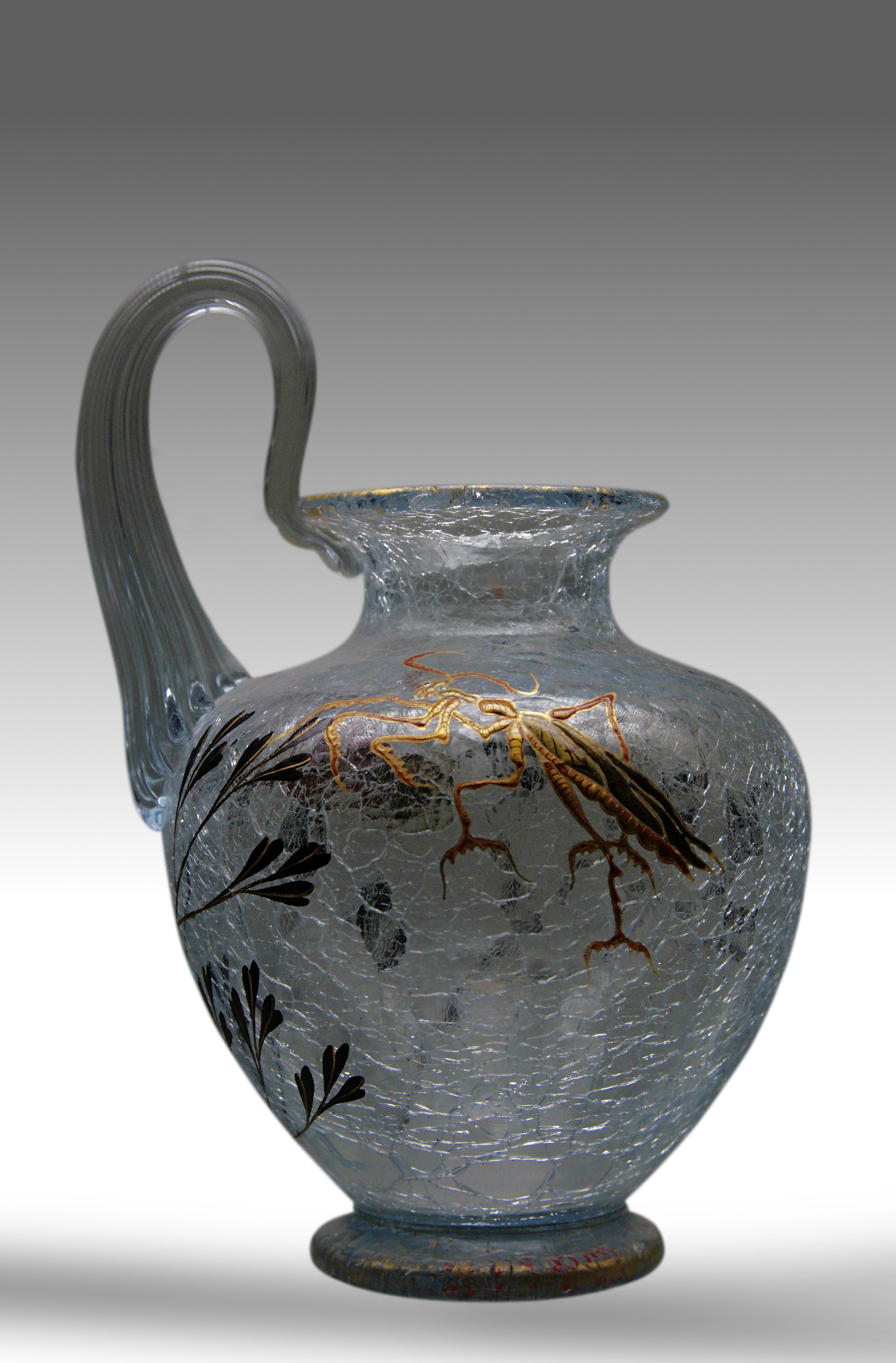
На вазі Еміля Галле, приблизно 1880 р.